# August Goldfuß

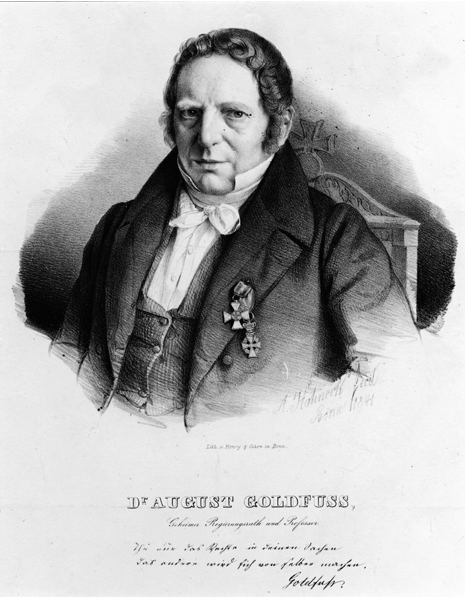
Porträt Goldfuß' in einer von Adolf Hohneck 1841 angefertigten Lithografie

Georg August Goldfuß (* 18. April 1782 in Thurnau; † 2. Oktober 1848 in Poppelsdorf bei Bonn) war ein deutscher Paläontologe und Zoologe und gilt als Begründer der wissenschaftlichen Paläokunst.

## Leben
Goldfuß wuchs in Ansbach-Bayreuth als Sohn des Johann August Goldfuß und der Margarete geb. Wächter auf. Von 1800 bis 1804 studierte er am Collegium medico-chirurgicum in Berlin Chirurgie und Arzneikunde sowie Zoologie und Naturgeschichte bei Carl Ludwig Willdenow. Er wechselte an die Universität Erlangen und promovierte 1804 mit einer arzneikundlichen Arbeit über südafrikanische Käfer zum Doktor der Medizin.
1806 war er als Redakteur in Erlangen, 1807–1809 als Hauslehrer für die Freiherren von Winckler in Hemhofen bei Erlangen tätig. 1810 habilitierte er sich, worauf er 1811–1818 als Privatdozent und Lehrstuhlverwalter an der Erlanger Universität Zoologie lehrte. Goldfuß schloss sich der Erlanger Freimaurerloge Libanon zu den drei Cedern an.
Am 1. Mai 1813 nahm ihn die Leopoldina, die älteste naturwissenschaftlich-medizinische Gelehrtengesellschaft in Deutschland, mit dem akademischen Beinamen Polyponus als Mitglied (Matrikel-Nr. 1042) auf. Dort wurde er mit der Aufgabe eines Sekretärs sowie mit der Betreuung der weltberühmten naturwissenschaftlichen Sammlung und der Bibliothek betraut. Die Statuten der Gesellschaft waren noch auf das untergegangene, länderübergreifende Heilige Römische Reich Deutscher Nation ausgerichtet: Die Leopoldina hatte ihren Sitz am Wohnsitz des jeweiligen Präsidenten.
1815 heiratete Goldfuß Eleonora Oelhafen von Schöllenbach (1789–1873), die Tochter des Assessors Christoph Carl Oelhafen von Schöllenbach aus einem bekannten Nürnberger Patriziergeschlecht, mit der er 1831 das am Kessenicher Venusberghang neuerbaute Schloss Rosenburg bezog.
Während der Besetzung durch das napoleonische Frankreich hatte die Universität Erlangen 1806 den Betrieb mehr oder weniger eingestellt, aber auch nachdem Erlangen 1810 bayerisch geworden und der Universitätsbetrieb wieder aufgenommen worden war, beklagten sich Goldfuß und andere Naturwissenschaftler über einen Niedergang der Universität. Zur Verlegung der naturwissenschaftlichen Sammlungen der Leopoldina an die neu gegründete Rheinische Friedrich-Wilhelms-Universität im preußischen Bonn ersannen Goldfuß und der preußische Kulturminister Karl Freiherr vom Stein zum Altenstein einen trickreichen Plan: Goldfuß betrieb 1817 die Berufung von Christian Gottfried Daniel Nees von Esenbeck auf einen Lehrstuhl für Botanik nach Erlangen und 1818 auch entscheidend dessen Wahl zum Präsidenten der Leopoldina. Nees von Esenbeck war von vornherein dazu auserkoren, nur kurz in Erlangen zu bleiben und als Präsident die Sammlung und die Bibliothek der Leopoldina nach Bonn zu verlegen; Goldfuß hoffte, ihm dorthin als Professor folgen zu können. Bayern hielt den Transport der Sammlungen zunächst an der Landesgrenze auf – schließlich waren zumindest die mineralogischen Sammlungen nicht nur für den Wissenschaftsbetrieb, sondern auch für die wirtschaftliche Entwicklung des Bergbaus wichtig –, doch der Umzug der Leopoldina war schließlich dank Rückendeckung durch die preußische Diplomatie erfolgreich. Im Oktober 1818 wurde Goldfuß wie andere Erlanger Naturwissenschaftler tatsächlich nach Bonn berufen, unter ausdrücklicher Würdigung seiner Verdienste um die Berufung Nees von Esenbecks an die neue preußische Universität. Goldfuß war in Bonn ordentlicher Professor für Zoologie, Paläontologie und Mineralogie.  Am 2. Mai 1836 schrieb sich Karl Marx für seine Vorlesungen Zoologie und Zootomie, Mineralogie und Naturgeschichte der Säugethiere ein.

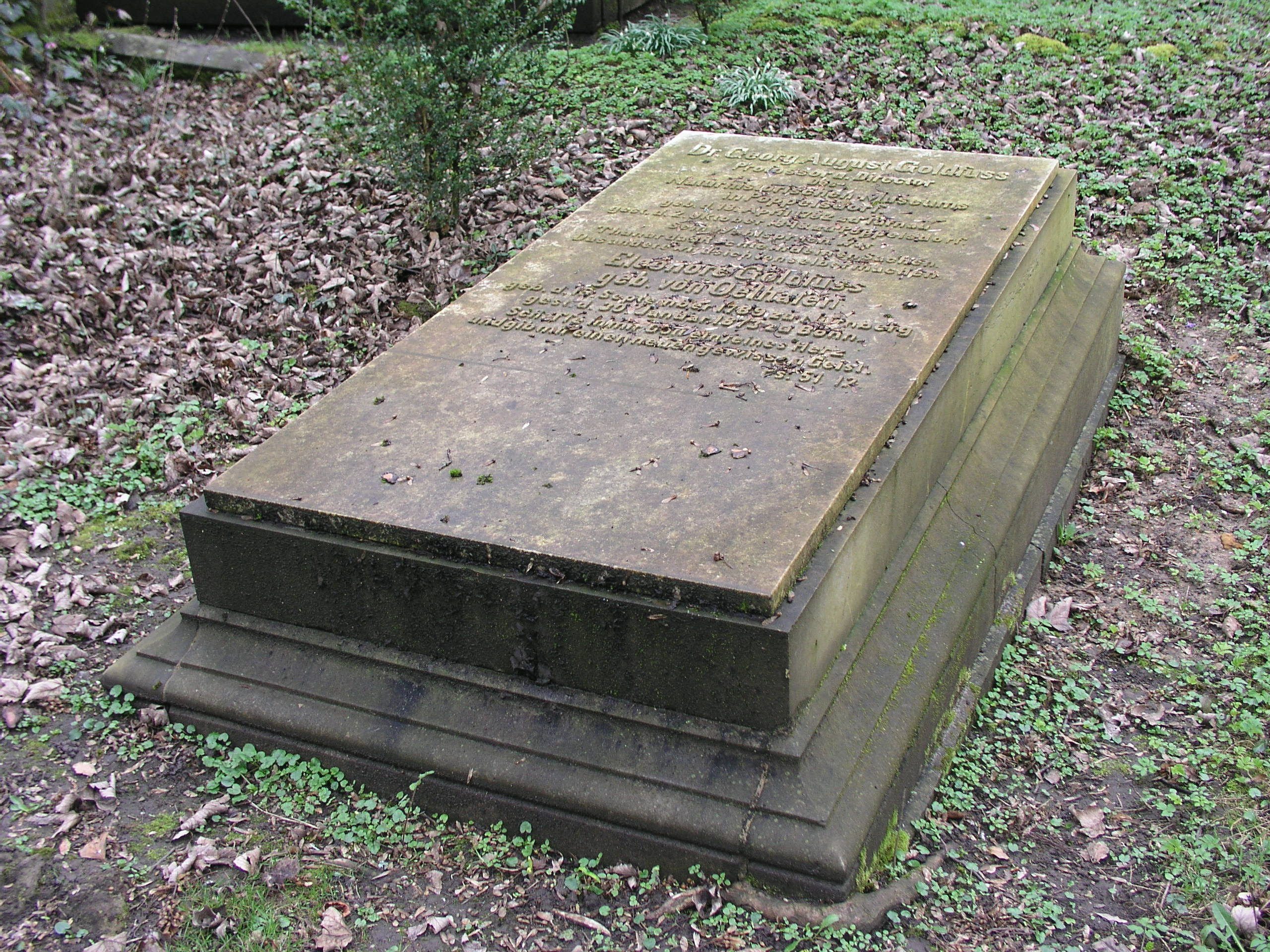
Grabstätte von August Goldfuß

Von 1839 bis 1840 war er Rektor der Universität Bonn. In dieser Funktion fuhr er zur Huldigungsfeier für den neuen preußischen König nach Berlin, um dort höhere Zuschüsse für die Universität zu erwirken.
1848 starb Goldfuß in Poppelsdorf bei Bonn und wurde in einem Ehrengrab auf dem Poppelsdorfer Friedhof begraben.

## Werk
Höhlenfunde weckten schon früh Goldfuß’ Interesse an Fossilien. 1810 veröffentlichte er eine Beschreibung der Umgebung von Muggendorf, 1816 eine Beschreibung des Fichtelgebirges. Seine paläozoologischen Arbeiten über die Großsäuger des Pleistozäns, etwa über die Höhlenhyäne und den Höhlenlöwen, die permischen und mesozoischen Wirbeltiere und insbesondere die fossile Wirbellosenfauna stehen – abgesehen von vereinzelten Beschreibungen von Ernst Friedrich von Schlotheim – für den Beginn der wissenschaftlich begründeten Paläontologie im westlichen Deutschland. Er führte 1818 den Begriff der Protozoa in die Wissenschaft ein.
Unterstützt von Georg Graf zu Münster (1776–1844) veröffentlichte er in den Jahren zwischen 1826 und 1844 sein Hauptwerk Petrefacta Germaniae, in welchem die fossilen Wirbellosen Deutschlands vollständig erfasst werden sollten. Das Werk blieb unvollendet, jedoch konnte die Darstellung der Schwämme, Korallen, Haarsterne und Stachelhäuter abgeschlossen werden, zum Teil auch die der Weichtiere.
Im Laufe seiner Forschungstätigkeit benannte Goldfuß mehrere hundert neue Arten und Gattungen, unter anderem den Koala und die Cervidae (Hirsche).
Nach Goldfuß wurden unter anderem die Arten Favosites goldfussi, Pleurosaurus goldfussi, Chalicotherium goldfussi, Brachypotherium goldfussi, Uncinulus (Kransia) goldfussi und Omphalocirrus goldfussi benannt. Auch das paläontologische Museum der Universität Bonn trägt seinen Namen: Goldfuß-Museum. Nach Goldfuß ist die Höhle "Goldfußschacht" in der Fränkischen Schweiz benannt.
Seine Beschreibung des Flugsauriers Scaphognathus crassirostris erschien 1831 in den Nova Acta Leopoldina als erste wissenschaftliche Lebendrekonstruktion eines ausgestorbenen Wirbeltieres in seinem Lebensraum. Bei der Präparation des Fossils fielen Goldfuß Unebenheiten im Gestein auf, wenn das Licht in einem bestimmten Winkel den Kalk beleuchtete. Goldfuß sah darin frühe „Haare“, die als Wärmeisolation dienten. Später tat man dies als blühende Fantasie ab. Erst Bildaufnahmen im UV-Licht und deren Nachbearbeitung bestätigten deutlich haarartige Strukturen im Kalkstein: Fast 180 Jahre nach der Veröffentlichung gilt Goldfuß in diesem Detail als rehabilitiert.

## Schriften
- Enumeratio Insectorum Eleutheratorum Capitis Bonae Spei totiusque Africae descriptione iconibusque nonnullarum specierum novarum, Erlangen 1804
- Die Umgebungen von Muggendorf. Ein Taschenbuch für Freunde der Natur und Alterthumskunde, Erlangen 1810 Digitalisat
- Mikroskopische Beobachtungen über die Metamorphose des vegetabilischen und animalischen Lebens, in: Abhandlungen der Erlanger Societät, Band 1, Erlangen 1810
- Naturbeschreibung der Säugethiere, Erlangen 1812
- Über die Metamorphose des animalischen und vegetabilischen Lebens, in: Abhandlungen der Erlanger Societät, Band 2, Erlangen 1812
- Physikalisch-statistische Beschreibung des Fichtelgebirges, mit G. Bischof, Nürnberg 1817 Zweiter Theil Digitalisat
- Ueber die Entwicklungsstufen des Thieres, Nürnberg 1817 Digitalisat (Nachdruck Basilisken-Presse, Marburg 1979)
- Handbuch der Zoologie, Nürnberg 1818 Digitalisat
- Beschreibung eines fossilen Vielfraß-Schädels aus der Gailenreuther Höle, in: Novis Actis physico-medicis Acad. Caesareae Leopolodino-Carolinae naturae curiosum, Erlangen 1818
- Ein Wort über die Bedeutung naturwissenschaftlicher Institute und über ihren Einfluss auf humane Bildung, Bonn 1821. (Digitalisat in der Digitalen Bibliothek Mecklenburg-Vorpommern)
- Naturhistorischer Atlas, 1.–23. Heft, Düsseldorf 1824–1843 Tafel 101–200 Digitalisat
- Naturhistorischer Atlas, [nebst] Erl. 1 – 4., Arnz, Düsseldorf 1826 Digitalisat
- Grundriß der Zoologie, Nürnberg 1826, 2. Auflage 1834 Digitalisat
- Beiträge zur Petrefactenkunde. 1838 Digitalisat
- Petrefacta Germaniae. Tam ea, quae in museo universitatis Regia Borussicae Fridericiae Wilhelmiae Rhenanae servantur, quam alia quaecunque in museis Hoeninghusiano Muensteriano aliisque extant, iconibus et descriptionibus illustrata = Abbildungen und Beschreibungen der Petrefacten Deutschlands und der angränzenden Länder, unter Mitwirkung von Georg Graf zu Münster, Düsseldorf 1826–1844 Archive, Erster Theil. 2. Auflage 1862 Digitalisat
- Der Schädelbau des Mosasaurus, durch Beschreibung einer neuen Art Gattung. Mainz 1842 Digitalisat
- Beiträge zur vorweltlichen Fauna des Steinkohlengebirges. Bonn 1847 Digitalisat
- Ein Seestern aus der Grauwacke. In: Verhandlungen des naturhistorischen Vereines der preussischen Rheinlande, 5, Bonn 1848, Tafel 5 (Digitalisat), S. 145–146 (Digitalisat)